# Oi Tembelides tis eforis koiladas
Oi Tembelides tis eforis koiladas (grec: Oι Tεμπέληδες της εύφορης κοιλάδας, Els mandrosos de la vall fèrtil) és una pel·lícula grega dirigida per Nikos Panayotópulos, estrenada el 1978 i inspirada en la novel·la Les Fainéants dans la vallée fertile d'Albert Cossery publicada el 1948.
La pel·lícula va vendre 117.000 entrades en la seva estrena exclusiva a Grècia el 1978 i, tanmateix, es va considerar un èxit comercial.

## Argument
Un pare i els seus tres fills es retiren a una casa rebuda com a herència. El pare defensa la mandra, i els dies només tindran com a activitat la son.

## Repartiment
- Olga Karlatos
- George Dialegmenos
- Nikitas Tsakiroglou
- Dimitris Poulikakos
- Vassilis Diamantopoulos
- Kostas Sfikas

## Premis
- 1978 : Pardo d'oro al Festival Internacional de Cinema de Locarno[3][4]
- 1978: Festival de Cinema Grec de 1978: segona millor pel·lícula, millor muntatge (Giorgos Triandafyllou) i millor pel·lícula per a la Unió Panhel·lènica de Crítics de Cinema (PEKK)